# Лопе де Вега: Розпусник і спокусник
«Лопе де Вега: Розпусник і спокусник» — іспанський фільм 2010 року.

## Зміст
Мадрид. Кінець XVI століття. Лопе де Вега — у недалекому майбутньому великий іспанський драматург, поет і прозаїк, повертається з походу «Непереможної Армади» таким же зухвалим, як і раніше, з цвяхами у гаманці — для передзвону, і без будь-яких перспектив. Однак він молодий, здоровий, надзвичайно талановитий і точно знає, чого хоче. Це непоганий фундамент для побудови кар'єри. А дівчатам він і так цікавий.